# Заповедник (группа)
«Заповедник» — российская рок-группа, образованная в 1990-е годы в Москве.

## История
Группа создана в 1993-94 годах участниками Ленинградского Рок-Клуба Сергеем Быковым (участником группы Почта в 80-х игравшим совместные квартирники с Майком Науменко и Виктором Цоем) и Наилем Кадыровым (Кино, Зоопарк, Разные люди). В работе коллектива также принимали участие Петр Трощенков (Аквариум, Пикник), Сергей Рыженко (Машина времени, ДДТ, Браво).
Андрей Тропилло писал, что группа «Заповедник» возникла как продолжение «Зоопарка». За продолжение традиции лидеру группы, Сергею Быкову, была подарена гитара Майка Науменко.
В 1990-е годы группа выступает на Старом Арбате и становится одной из местных достопримечательностей. В 97-м в команду приходит Алексей Ионов (раньше игравший с Быковым в Почте). С конца 90-х, не прекращая обычных выступлений, группа возрождает традицию квартирников. Вместе с Олегом Ковригой и Сергеем Летовым, у Быкова, как очевидца и участника, берут интервью о феномене квартирных концертов.
В 2001-м Быков начинает играть на бас-гитаре в Веселых Картинках.
В 2002-м записывается совместный альбом Заповедника и Умки.
В 2005-м Заповедник, наряду с коллективами Чайф, ДДТ, Аквариум, Секрет и др. принимает участие в записи диска «Майк — 50. День Рождения Майка Науменко»

В 2006-м фирма грамзаписи «Никитин» выпускает CD Заповедника в серии «Лови настроение Рок-Н-Ролл». В рецензии на него музыкальный критик журнала Play А. И. Мажаев писал, что Заповедник отправился на машине времени в прошлое.
После смерти Быкова в 2013 году Заповедник, привлекая известных музыкантов, записывает неизданные песни и делает памятные концерты .

## Факты
- На одном из выступлений Заповедника оказался Армен Григорян. Слушая группу, он сказал: «Они играют Майка лучше всех… включая нас». После этого Заповедник был приглашён на «разогрев» Крематория. Однако, долго тандем не просуществовал[22].
- Один из участников группы сочинил литературное произведение «Жизнь в Заповеднике», где описал закулисный быт музыкантов, но позже, по неизвестным причинам, изъял его из сети[23].

## Дети «Заповедника»
Хотя Заповедник не часто пользовался вниманием СМИ, его музыканты перешли в более известные коллективы: Олег Масаев — в Casual, Евгений Никонов — в Монгол Шуудан, Георгий Хентшель в Красную Плесень, а Лев Кузнецов — к Арбенину.
В марте 2016 года в Москве состоялся фестиваль «Дети Заповедника», где сам Заповедник выступил уже в ранге супергруппы.